# Edroso
Edroso ist ein Ort und eine ehemalige Gemeinde (Freguesia) im portugiesischen Kreis Macedo de Cavaleiros. Die Gemeinde hatte 95 Einwohner (Stand 30. Juni 2011).
Am 29. September 2013 wurden die Gemeinden Edroso, Murçós, Soutelo Mourisco und Espadanedo zur neuen Gemeinde União das Freguesias de Espadanedo, Edroso, Murçós e Soutelo Mourisco zusammengeschlossen.